# Butanamida
La butanamida es la amida derivada del ácido butírico. Su fórmula molecular es C4H9NO.